# Seymour Lipton
Pour les articles homonymes, voir Lipton et Lipton (homonymie).
Seymour Lipton, né le 6 novembre 1903 à New York (États-Unis) et mort le 15 décembre 1986 à Glen Cove (États-Unis), est un sculpteur expressionniste abstrait américain.